# Demet Akalın
Demet Akalın (Gölcük, 23 d'abril de 1972) és una cantant de pop turca. De jove ha treballat com a model per l'agencia turca de modelatge Neşe Erberk. Amb el seu àlbum Kusursuz 19 (Perfect 19) rebé un disc d'or el 2007. Està casada amb Okan Kurt, amb qui té una filla, Hira, nascuda el 2014. La parella van aparèixer en una pel·lícula de Yeşilçam com a actors convidats l'any 2016.